# 草野大成
草野 大成（くさの たいせい、1994年5月16日 - ）は、日本の俳優。神奈川県出身。プラチナムプロダクション所属。

## 出演

### テレビドラマ
- TBS「仰げば尊し」野瀬大成 役 レギュラー（2016年）
- NTV「お前はまだグンマを知らない」渋川 役 レギュラー（2017年）
- NTV「マジムリ学園」田村光太郎 役（2018年）
- NTV「今日から俺は!!」五厘頭　役（2018年）
- CX「教場II」 (2021年)
- NTV「私たちはどうかしている」杉田綾人 役（2020年）
- WOWOW「ソロモンの偽証」（2021年）
- NTV「アンラッキーガール」(2021年）半グレ水谷 役
- Amazon Prime Video「JO1ショート・プログラム『途中下車』」（2022年）
- WOWOW 「青野くんに触りたいから死にたい」（2022年） 広瀬拓海 役
- CX「ナンバMG5」（2022年） - 村内司 役
- NHK 特集ドラマ「二十四の瞳」（2022年、BSプレミアム / BS4K） - 徳田吉次 役
- NTV「新・信長公記〜クラスメイトは戦国武将〜」（2022年） - 龍造寺隆信 役[2]
- EX「相棒season21」（2022年） - 谷川役
- TX「なれの果ての僕ら」（2023年） - 及川龍雄 役[3]
- TBS「瓜を破る〜一線を越えた、その先には」（2024年） - ケイタ 役
- EX「特捜9 season7 第2話」（2024年） - 熊井寛人 役
- ９５ 第5話（2024年5月6日、テレビ東京） - チーマーに狩られる男 役

### 映画
- 「兄に愛されすぎて困ってます」親指君 役（2017年）
- 「SUNNY　強い気持ち・強い愛」（2018年）
- 「犬鳴村」（2020年）
- 「ブレイブ 群青戦記」小暮サトシ 役（2021年）
- 「野球部に花束を」（2022年8月11日）

### 舞台
- 劇団アカルテル旗揚げ公演「七日目にボクはキミと｣演出：松浦徹（2018年）
- 舞台『鋼の錬金術師』（2023年）グラトニー 役[4]
  - 舞台『鋼の錬金術師』-それぞれの戦場-（2024年）[5]

### CM
- 松田翔太出演 マンダム ギャツビー ボディペーパーCM｢使ってる｣篇（2016年）
- ドキドキ！広瀬すずが隣の席に？甘酸っぱい青春CM｢ビタミン炭酸飲料MATCH｣新CM「席替え」篇（2016年）
- ダイハツミライースト「デカい鍵 安全性」篇（2017年）
- 大塚製薬「ビタミン炭酸MATCH」（2016年）
- 花王「洗濯洗剤アタック抗菌EXスーパークリアジェル」（2016年）